# PJ (personaggio)
PJ (abbreviazione di Pete Junior) è un personaggio immaginario dell'universo Disney, figlio di Pietro Gambadilegno.

## Descrizione
È apparso per la prima volta nell'episodio del 1942 Paperino fattorino nella serie Donald Duck.
Il suo aspetto attuale compare nella serie televisiva Ecco Pippo! dove ha 11 anni, e nei film che la Disney vi ha tratto: In viaggio con Pippo ed Estremamente Pippo. Il suo migliore amico è Max Goof, che nella serie è figlio di Pippo. Nella serie animata è un ragazzino strampalato e quasi timido e pasticcione; nei film, dato che è successivamente cresciuto, è un ragazzo molto simpatico, ed è sempre il solito fifone, pasticcione, preoccupato e timidissimo, e ha molto rispetto per suo padre Pietro, ma ha anche una gran paura di lui.
Le voci italiane sono state di Paolo Vivio nel corto, nella serie e nel primo film e Alessio De Filippis nel secondo film.